# تاسيلااوكادير (تاكوشت 2)
تاسيلااوكادير هو دُوَّار يقع بجماعة تاكوشت، إقليم الصويرة، جهة مراكش آسفي في المملكة المغربية. ينتمي الدوّار لمشيخة تاكوشت 2 التي تضم 3 دواوير. يقدر عدد سكانه بـ 715 نسمة حسب الإحصاء الرسمي للسكان والسكنى لسنة 2004.

## روابط خارجية
- البوابة الوطنية للجماعات الترابية نسخة محفوظة 12 مارس 2018 على موقع واي باك مشين.
- المندوبية السامية للتخطيط